# Гуго де Пюизе
Гуго де Пюизе (англ. Hugh de Puiset, фр. Hugues du Puiset; около 1125 — 3 марта 1195) — английский прелат, епископ Дарема с 1153 года, главный юстициарий Англии в 1189—1190 годах, граф Нортумберленд в 1189—1194, сын Гуго III, сеньора де Пюизе, и Агнессы де Блуа. По матери он был правнуком Вильгельма I Завоевателя, а также племянником короля Стефана Блуаского и архиепископа Уинчестера Генриха Блуаского, благодаря чему стал князем-епископом Дарема. После смерти короля Стефана при новом короле, Генрихе II Плантагенете, влияния не имел, сосредоточившись на управлении своей епархией. Во время восстания сыновей Генриха II против отца его подозревали в том, что он поддерживал Генриха Молодого Короля, а также вторгшегося в Северную Англию шотландского короля Вильгельма I Льва. После вступления на престол Ричарда I Львиное Сердце Гуго купил должность шерифа Нортумберленда и графство Нортумбрия, а также некоторое время занимал пост главного юстициария Англии, разделяя его с Уильямом де Мандевилем и Уильямом де Лоншаном, пока последний не смог оттеснить своих соправителей от власти, в результате чего епископ оказался на какое-то время в заключении. После возвращения из плена короля Ричарда I Гуго позволил себе оскорбить шотландского короля, чем вызвал недовольство английского, лишившего епископа Нортумбрии.
Гуго во многих отношениях являлся одним из самых выдающихся людей своего времени и в течение 50 лет он был силой, с которой приходилось считаться. Сочетание королевского семейного происхождения и положения, огромного богатства и потенциальной власти сделало этого властного и сварливого дворянина важной фигурой не только в Англии, но и в Европе. Положение Гуго как епископа было уникальным для Англии: владея графством Дарем, он был и светским правителем, и церковным князем; его светская власть распространилась на большую часть нынешнего графства Нортумберленд, и всё это находилось в пределах его церковной юрисдикции. Таким образом, на него естественным образом легла обязанность по обороне границы между Англией и Шотландией. Для Гуго важность епископской должности была усилена его долгим пребыванием на этом посту, вакантностью Йоркской кафедры после 1181 года и тем, что он на время получил титул графа Нортумберленда.
В своих владения Гуго активно занимался строительством. Венцом его строительной деятельности считается Галилейская часовня, которую епископ приказал построить напротив западного фасада Даремского собора. Кроме того совместно с шотландским королём он построил самый ранний из известных мостов через Твид в Берике.

## Происхождение
Гуго происходил из французского рода Пюизе, ветви графов Бретеля, название которого произошло от замка Ле Пюизе в 38 километрах к юго-востоку от Шартра. Этот замок располагался на важном стратегическом месте на дороге, соединявшей Орлеан с Иль-де-Франсом, а его правители за несколько поколений приобрели репутацию жестоких и агрессивных феодалов. После начала Крестовых походов представители рода принимали в них активное участие. Один из них, Гуго I де Пюизе, был назначен королём Иерусалима Балдуином I первым правителем созданного графства Яффа и Аскалон.
Отец Гуго, Гуго III, сеньор де Пюизе и виконт Шартра, был многолетним противником короля Франции Людовика VI Толстого. Он был женат на Агнессе, дочери графа Этьена (Стефана) II де Блуа и Аделы Нормандской. Это родство сыграло существенную роль в карьере будущего епископа, который был младшим из сыновей, родившимся в этом браке, поскольку он по линии матери был внуком короля Англии Вильгельма I Завоевателя. Наследником же Гуго III был старший из сыновей, Эрар IV де Пюизе.

## Ранние годы
Гуго, вероятно, родился во второй половине 1125 года. Поскольку он был младшим сыном, но при этом по линии матери — родственником английских королей, то ему удалось сделать церковную карьеру в Англии, где его дядя, Генрих Блуаский, который до того был настоятелем Гластонбери, получил в 1129 году от короля Генриха I богатую Уичестерскую епархию. Возможно, что вместе с ним в Англию прибыл и юный племянник. А когда после смерти Генриха I в 1135 году королём Англии стал его другой дядя, Стефан Блуаский, перспективы Гуго казались достаточно радужными.
К 1139 году епископ Генри сделал племянника своей правой рукой, назначив архидиаконом Уинчестера. Когда в 1140 году умер архиепископ Йорка Турстан, представители Блуасского дома мобилизовали свои усилия, чтобы назначить на этот пост своего родственника и таким образом получить влияние в Северной Англии. Первоначально архиепископом был избран Вальтеоф, приор Киркхэма, но его отказались утверждать из-за связей кандидата с королём Шотландии. Затем был выбран королевский племянник Генри де Сюлли, аббат Фекана, но его избрание было отменено папой, поскольку Генри пытался оставить под своим управлением и Фекан. Тогда выбор короля пал на Уильяма Фиц-Герберта, казначея Йорка и ведущей фигуры йоркского капитула. Споры продолжались до 1143 года, пока папа не утвердил избрание Уильяма, который 26 сентября был рукоположён епископом Генри Блуаским. Гуго во время этих споров сотрудничал с будущим архиепископом, который после своего утверждения назначил Пюизе на важные должности казначея собора и архидиакона Восточного райдинга.
Но даже после утверждения Уильяма споры о справедливости его избрания продолжались. В 1147—1153 годы между архидьяконом Гуго и цистерцианским аббатом Фаунтина Генри Мёрдаком, которого поддерживали Бернард Клервоский и папа Евгений III, шли открытые военные действия, перемежающиеся непростыми перемириями. В марте 1147 года архиепископ Уильям был смещён, а в декабре того же года в Трире папа рукоположил Мёрдока архиепископом Йоркским.
В течение большей части беспокойного периода, когда архиепископом был Мёрдок, влияние Гуго в Северной Англии пошло на убыль. В 1148 году архиепископ даже отлучил Пюизе от церкви, после чего тот отправился на юг к дяде Генриху Блуаскому. Когда епископ Уинчестерский в 1151 году отправился в Рим, то именно Гуго охранял его владения. В Риме Генрих Блуасский добился от папы Евгения III отпущения грехов для племянника, после чего тот смог вернуться в Северную Англию.

## Епископ Дарема
Влияние Гуго в Северной Англии ненадолго восстановилось в конце правления короля Стефана. В ноябре 1152 году умер епископ Дарема Уильям де Сент-Барб. Поскольку двое самых сильных претендентов на освободившуюся кафедру, настоятель и архидиакон Даремского собора, имели примерно равное количество сторонников, никто из них не был выбран. В итоге монахи соборного монастыря и главные бароны епископства 22 января 1153 года сделали выбор в пользу Гуго де Пюизе, хотя ему в это время было около 28 лет и он не достиг канонического возраста, чтобы стать епископом.
Узнав о избрании епископом своего соперника, Генри Мёрдок около 9 месяцев пытался аннулировать выбор, объявив его недействительным. Он ссылался на то, что он, будучи митрополитом, не давал согласия, и что при этом кандидат не достиг канонического возраста, отличался скандальным образом жизни и не имел соответствующего образования. Архиепископ отлучил от церкви избирателей, которые обратились в папскую курию, куда отправилась делегация вместе с самим избранным епископом. К счастью для Гуго, в июле 1153 года умер папа Евгений III. Его преемник Анастасий IV оказался более расположен к Пюизе и 21 декабря рукоположил того епископом Дарема. Вернувшись весной 1154 года в Англию, он был 2 мая возведён на епископский престол. Архиепископ Мёрдок к этому времени уже умер, а в Йоркской архиепархии был восстановлен Уильям Фиц-Герберт, поддержавший избранного епископа, однако и он умер в июне того же года.
Открывшихся для Гуго возможностей хватило только на то, чтобы утвердиться на престоле. Уже 25 октября умер король Стефан, а 19 декабря на престол вступил Генрих II Плантагенет. Архиепископом Йорка в октябре того же года был рукоположён Роже де Пон-л’Эвек — протеже архиепископа Кентерберийского Теобальда. Поскольку после смерти в 1156 году епископа Карлайла Этельволда его кафедра пустовала до 1204 года, то в течение 30 лет Северная Англия находилась под церковным управлением двух прелатов, которые стремились к личному возвеличиванию и упрочнению как духовной, так и светской власти в регионе. Роджер умер в 1181 году, после чего в течение 10 лет Йоркская архиепархия пустовала, поэтому в этот период и почти до самой смерти Гуго обладал монополией на епископальную и палатинскую власть в Северной Англии.
Став епископом Дарема, Гуго получил под управление одно из самых богатых и величественных княжеств в Англии. Даремская епархия в XII веке включала в себя территории графств Дарем и Нортумберленд, а также область в южном Тайндейле, располагавшуюся к северу от Твида, которая относилась к Шотландскому королевству. В некоторых частях этих обширных земель епископы Дарема, получившие от английских королей XI века ряд иммунитетов и привилегий, обладали исключительной квази-королевской властью. Обоснованием подобного положения была защита Англии от шотландцев. Главной и самой ревностно охраняемой святыней в Дареме были мощи Кутберта — самого известного и почитаемого английского святого, из-за чего владения епископов называли «Землёй Святого Кутберта». Со времён умершего в 1128 году епископа Ранульфа Фламбарда ответственность за служение в Даремском соборе, где хранились мощи, лежала на бенедиктинских монахах соборного монастыря, но епископ, как наследник Святого Кутберта, фактически признавался настоятелем монастыря.
Хотя Гуго в этот период мало участвовал в государственных делах, он, судя по всему, нередко бывал при королевском дворе. В декабре 1154 года Пюизе присутствовал на коронации Генриха II, в феврале 1155 года был с королём в Йорке, в сентябре 1157 года — в Виндзоре, в мае 1160 года — в Нормандии, когда Генрих II заключил мир с королём Франции Людовиком VII. В апреле 1162 года Гуго снова был в Руане, а 8 марта 1163 года — в Вестминстере. 14 июня 1170 года епископ принимал участие в коронации Генриха Молодого Короля, наследника Генриха II.
В первые годы своей епископской карьеры Гуго по большей части сосредоточился на упрочнении своего положения в Северной Англии. Он активно занимался строительством, проведя масштабные работы в замках Дарем, Норталлертон и Норем. Также епископ приказал построить Эльветский мост в Дареме. Кроме того, Гуго сотрудничал с шотландским королём, чтобы построить самый ранний из известных мостов через Твид в Берике. По его приказу были построены 2 госпиталя недалеко от Дарема (в Шербурне и Кепье). Венцом его строительной деятельности считается Галилейская часовня, которую епископ приказал построить напротив западного фасада Даремского собора. Хотя в настоящее время она серьёзна изменена и повреждена, но и сейчас можно оценить, какой она была изначально. Часовня состояла из пяти параллельных проходов, разделённых колоннами из чёрного мрамора. Внутреннее убранство, очевидно, было богато расписано и украшено. В центре часовни располагался великолепный алтарь Пресвятой Богородицы.
Хотя сам епископ не был хорошо образован, он собрал большую библиотеку, для которой заказал 2 большие библии, одна из которых в 4 томах до сих пор хранится в библиотеке Даремского собора и является одним из шедевров книжного искусства Англии XII века. Кроме того Гуго владел одним из самых крупных поместий в Англии, занимавшее территорию от Твида до Линкольншира. При этому у него был ещё и дворец в Лондоне. В 1183 году Гуго заставил провести ревизию большей части этих владений, регистрируя всех арендаторов, указывая все выплаты, которые они должны делать (в том числе и коронаж — королевский налог, который епископ Дарема взимал в своих владениях вместо короля). Этот важный документ, известный как «Книга Болдона» (англ. Boldon Buke, Boldon Book), исследователи называют «Книгой Страшного суда» Дарема. Оригинал её был утрачен, в настоящее время сохранилось несколько списков, датированных XIII—XV веками. Самая ранняя рукопись была создана около 1300 года.
На протяжении многих лет Гуго был вовлечён в конфликты со своим соборным капитулом. Его успехи в судебных процессах привели к тому, что монахи создали многочисленные подделки документов, призванные продемонстрировать, что ранние епископы Дарема давали им иммунитет от многих епископских требований. С конца 1160-х годов Гуго поссорился также с архиепископом Йоркским Роже де Пон-л’Эвеком, который был митрополитом в Северной Англии. Основным источником конфликта стало существование в Йоркской архиепархии привилегированных поместий вроде Норталлертона и Хаудена, принадлежавших епископу Дарема, и аналогичного поместья Хексхамшир в Даремской епархии, принадлежавшего архиепископу Йоркскому. Подобные затяжные споры были обычными явлениями в церковной политике XII века.
Ещё один спор, в который оказался вовлечён Гуго, возник из-за неразумных действий капитула Сент-Эндрюса, который избрал в 1178 году новым епископом Иоанна Шотландца. Но выборы были отменены королём Шотландии Вильгельмом I Львом, желавшим избрания своего капеллана Гуго, который изгнал и избранного епископа, и поддержавшего его епископа Абердина. В ответ канонники Сент-Эндрюса обратились с жалобой к папе. Судя по всему, епископ Дарема был достаточно хорошо известен должностным лицам папской курии, поскольку он помимо участия в различных судебных процессах в мае 1163 года был одним из епископов, присутствовавших на соборе в Туре, созванным папой Александром III. Поскольку епископ Дарема в 1179 году присутствовал на Третьем Латеранском соборе, то папа велел именно ему вместе с архиепископом Йоркским привести шотландского короля к повиновению, а в случае необходимости — отлучить его от церкви и наложить на королевство интердикт. Однако ни одному из прелатов не было позволено въехать в Шотландию. В августе 1181 года Гуго лично встретился с Вильгельмом в Реддене, где тщетно пытался отстоять права избранного капитулом епископа Иоанна. Конфликт был улажен только в 1183 году.
Во второй половине XII века короли Шотландии Малькольм IV (правил в 1153—1165 годах) и, особенно, Вильгельм I Лев (правил в 1165—1214 годах) были почти наследственными врагами английских королей. Эпизод, связанный с созданием моста в Берике, был почти единственным случаем сотрудничества Гуго с шотландцами, которые рассматривали восстановление епископом замка Норем в конце 1160-х годов как провокацию. Тем не менее, когда во время восстания сыновей Генриха II против отца в 1173—1174 годах шотландский король вторгся в Нортумбрию, поддержав мятеж, Гуго проявил осторожность, заключив с Вильгельмом перемирие, которое позволило шотландской армии безопасно пройти через земли епископа. Это позволило минимизировать ущерб, нанесённый епархии, но вызвало гнев английского короля, заподозрившего Гуго в сговоре с шотландцами. Этим подозрениям способствовал племянник епископа — Гуго IV дю Пюизе, граф де Бар-сюр-Об, который летом 1174 года в тот же день, когда Вильгельм Лев попал в плен около Алника, высадился с многочисленной армией из 400 наёмников и 50 рыцарей из Фландрии в Хартпуле якобы для защиты земель епархии от мятежников. Хотя сам епископ никогда активно не поддерживал шотландцев, его родственники из Франции, в том числе и граф Бара, активно сражались на стороне Генриха Молодого Короля. Однако после известий о пленении Вильгельма Льва епископ оказался в затруднительном положении и приказал распустить наёмников, а рыцарей отправить в гарнизон замка Норталлертон. Чтобы примириться после этого с Генрихом II, Гуго пришлось передать королю замки Норем, Дарем и Норталлертон и выплатить значительный штраф.
Подобная склонность к нейтралитету во время серьёзных кризисов проявилась и во время споров Генриха II с Томасом Бекетом. Епископ полностью устранился от конфликта, хотя и сотрудничал с епископом Роже.
После 1175 года отношения Гуго с Генрихом II, судя по всему, нормализовались. В 1186 году епископ помог урегулировать спор с Галлоуэем, а через 2 года отправился на шотландскую границу, чтобы потребовать от шотландцев внести свой вклад в «десятину Саладина» — налог, введённый Генрихом II в своих владениях, чтобы организовать Третий крестовый поход. В ответ Вильгельм I Лев передал епископу, что его бароны отказываются платить десятину. Шотландский вклад в крестовый поход был сделан только после смерти Генриха II, когда новый английский король, Ричард I Львиное Сердце пообещал предоставить Вильгельму независимость в обмен на 10 тысяч серебряных марок.

## Последние годы
После вступления на престол Ричарда I Гуго получил серьёзное увеличение своих владений. Поскольку новый король остро нуждался в деньгах, а Пюизе был достаточно богат, епископ купил у Ричарда Садберж — самую большую территорию между Тисом и Тайном, которая ещё не находилась в руках епископа, а также графство Нортумберленд, которого много лет добивались короли Шотландии. Отправляясь в Третий крестовый поход, король назначил для управления Англией в его отсутствие нескольких юстициариев, одним из которых стал Гуго. Однако уже в 1190 году его полномочия сократились и он фактически управлял только Северной Англией, а летом того же года королевский канцлер Уильям де Лоншан обманул его, лишил должности и посадил под домашний арест, в котором Пюизе оставался до падения канцлера в следующем году. Получив свободу, он хотя и сохранял Нортумберленд до 1194 года, был слишком стар, чтобы одолеть таких проницательных и стойких противников, как королевские братья — родной Джон, граф Мортен, и единокровный Джеффри. Последний к ярости Гуго получил в сентябре 1189 года должность архиепископа Йоркского после выборов, против которых епископ формально возражал. В результате последовал весьма неблаговидный спор, в котором участвовали не только духовенство и люди Йорка, но и папа и регенты королевства. Только осенью 1192 года епископ и его митрополит, которого в августе этого года рукоположили, официально примирились.
С конца 1192 и до 1194 года Ричард I находился в плену у австрийского герцога. На фоне предательства принца Джона и непрекращающейся вражды со стороны короля Франции Филиппа II Августа в Англии пришлось собирать огромный выкуп, чтобы освободить своего короля. Епископ Гуго в это трудное время провёл успешную осаду принадлежавшего принцу Джону замка Тикхилл, а также предоставил 2 тысячи фунтов для выкупа.
Ричард I вернулся в Англию в марте 1194 года, что должно было принести мир в Северной Англии и награды для епископа. Однако Гуго не смог устоять перед искушением и оскорбил короля Шотландии Вильгельма, чем вызвал серьёзное недовольство английского короля, который считал шотландского короля своим другом. В качестве компенсации Пюизе был вынужден вернуть Ричарду I Нортумберленд; но он был хотя бы удовлетворён тем, что Ричард отклонил просьбу Вильгельма о передаче графства ему.
Гуго умер 3 марта 1195 года в Хаудене.

## Личность
Гуго де Пюизе хотя не был ни учёным, ни духовным лидером, во многих отношениях являлся одним из самых выдающихся людей своего времени и в течение 50 лет он был силой, с которой приходилось считаться. Сочетание королевского семейного происхождения и положения, огромного богатства и потенциальной власти сделало этого властного и сварливого дворянина важной фигурой не только в Англии, но и в Европе. Он был высоким и красивым, и до конца жизни сохранял замечательную бодрость. В государственных делах он был проницателен и энергичен, красноречив, приветлив в манерах (когда хотел этого) и расчётлив в действиях. Его светские амбиции и жажда богатства делали его эгоистом, но, тем не менее, он был достаточно щедрым.
Судя по спискам свидетелей актов Генриха II, Гуго достаточно часто бывал при дворе, участвуя в собраниях Великого совета. Он принимал участие во многих важных решениях, касающихся как светской, так и церковной политики.
Положение Гуго как епископа было уникальным для Англии: владея графством Дарем, он был и светским правителем, и церковным князем; его светская власть распространилась на большую часть нынешнего графства Нортумберленд, и всё это находилось в пределах его церковной юрисдикции. Таким образом, на него естественным образом легла обязанность по обороне границы между Англией и Шотландией. Для Гуго важность епископской должности была усилена его долгим пребыванием на этом посту, вакантностью Йоркской кафедры после 1181 года и тем, что он на время получил титул графа Нортумберленда. Если бы он реализовал свои амбиции в полной мере, он бы занял место, более точно напоминающее то, что занимали великие церковные князья Германии, чем всё, что когда-либо существовало в Англии.

## Личная жизнь
Гуго не обладал ни клерикальным рвением григорианских реформаторов, ни смирением, которое так любили цистерцианцы и их последователи. Вместо этого он вёл жизнь старомодного позднефранкского аристократа. При этом Гуго был полон решимости не допустить, чтобы его величие, богатство или великолепие не были уменьшены ни на йоту.
У Гуго было несколько любовниц. Самой известной из них была Алиса де Перси, незаконнорождённая дочь Уильяма II де Перси, жена Ричарда де Морвиля. Отношения епископа с ней были настолько продолжительными, что почти равнялись браку. Достоверно известно, что от этой связи родилось минимум двое сыновей — Генри, ставший рыцарем, и Гуго, который был канцлером короля Франции Филиппа II Августа. Также возможно, что от этой связи родились ещё двое сыновей: Уильям, архидьякон Нортумберленда, и Бурхард, архидьякон Дарема и казначей Йорка.
Гуго содержал огромный дом. В поездки он брал частную часовню, богато обставленную литургическими украшениями и посудой из золота и серебра. Сохранившиеся документы показывают, что облачение епископа делалось из бархата и другой дорогой ткани, обширно расшивалось жемчугом и другими драгоценными камнями и рисунками птиц, животных и мотивами, взятыми из романтических и рыцарских романов. В Станхопе, располагавшемся в Уирдейле, находился охотничий домик епископа, который местные крестьяне каждый год снабжали припасами. Когда в 1189 году Гуго собрался в Крестовый поход, то для него был построен огромный корабль, набитый таким количеством мебели и посуды, что когда корабль был поставлен на прикол, пришлось для их хранения снять дом.

## Дети
- Генри де Пюизе (умер около 1210/1211)[2][8].
- Гуго де Пюизе (умер в 1194), канцлер Филиппа II Августа[2][8].
- (?) Уильям де Пюизе, архидьякон Нортумберленда[2].
- (?) Бурхард де Пюизе, архидьякон Дарема и казначей Йорка[2].
- (?) Маргарита де Пюизе[8].